# Robert Wald
Pour les articles homonymes, voir Wald.
Robert Wald, né le 29 juin 1947 à New York, est un physicien américain spécialisé en relativité générale et la thermodynamique des trous noirs, fils de Abraham Wald. Il est l'auteur de fameux livres universitaires sur la théorie de la relativité générale. Robert Wald est professeur à l'Institut Enrico Fermi, à l'Université de Chicago, aux États-Unis. Il a enseigné la physique à de nombreux étudiants, et fut reconnu pour la qualité de ses cours. Robert Wald a publié plus de 100 articles de recherche sur la relativité générale.